# Бай (езеро)
Бай, или Лагуна де Бай (на тагалог: Laguna de Bay), е сладководно езеро във Филипините, най-голямото на остров Лусон и в страната, разположено на 2 m н.в. югоизточно от столицата Манила. Площта му е 949 km². Средна дълбочина – 2,8 m, максимална – 20 m. Дължина – 41 km, ширина – до 36 km. Котловината на езерото представлява бивш морски залив, преграден с пясъчна ивица, широка 8 km, която го превръща в лагуна. В него се вливат 21 малки реки, а от северозападния му ъгъл изтича река Пасиг, вливаща се в залива Манила на Южнокитайско море. В езерото има 5 острова, от които един голям – Талим, и четири малки: Бонга, Пихан, Малахи и Каламба. Бреговете му са гъсто населени, като на северозападния му бряг са разположени няколко квартала на столицата Манила, а по другите брегове – градовете Танай, Санта Крус, Каламба и др.